# ادی پاپ
ادی پاپ (انگلیسی: Eddie Pope؛ زادهٔ ۲۴ دسامبر ۱۹۷۳) یک بازیکن فوتبال اهل ایالات متحده آمریکا است.
از باشگاه‌هایی که در آن بازی کرده‌است می‌توان به رئال سالت لیک، نیویورک ردبولز، و دی.سی. یونایتد اشاره کرد.
وی همچنین در تیم ملی فوتبال ایالات متحده آمریکا بازی کرده‌است. او در جام جهانی ۱۹۹۸ و ۲۰۰۲ به میدان رفت و در جام جهانی ۲۰۰۶ نیز جزو ترکیب تیم ملی آمریکا بود.